# Romy Rosemont
Romy Rosemont je americká televizní herečka, která se objevila v mnoha televizních pořadech včetně seriálů Žralok, Chirurgové, Kriminálka Las Vegas, Útěk z vězení a Private Practice. Její velký průlom přišel v roce 2010, když si zahrála roli Carole Hudsone v televizním seriálu Glee. Je vdaná za herce Stephena Roota; společně se na obrazovce objevili v epizodě seriálu Fringe s názvem "And Those We've Left Behind".

## Kariéra
Absolvovala Northwestern University. Ztvárnila vedlejší role a hostovala v různých televizních seriálech, objevila se spolu s Jamesem Woodsem a Danielle Panabaker v seriálu Žralok, dále například v Cook-Off!, Kauzy z Bostonu, Drzá Jordan, Zbožňuju prachy!, Po letech, Zločiny ze sousedství, Chirurgové, Přátelé, Jeden navíc, Posel ztracených duší, Kriminálka Las Vegas, Útěk z vězení a Drop Dead Diva. Zahrála si roli Lizzie Sparks v 16. epizodě šesté série v seriálu Myšlenky zločince, objevila se také např. ve filmech Avengers nebo Mnoho povyku pro nic.

## Glee
V roce 2009 se poprvé objevila v komediálním muzikálovém a dramatickém seriálu Glee v roli Carole Hudson, matky Finna Hudsona, kterého hraje Cory Monteith. V rozhovoru v dubnu 2011 byla nadšená, že její role v seriálu pokračuje a řekla: "Je to skvělá zápletka, a dále taky bude, ale je zde příliš mnoho přizpůsobivých lidí. Ale doufejme že tyto postavy se budou postupně vyvíjet.

## Osobní život
Je vdaná za amerického herce Stephena Roota. Root je již po druhé ženatý, z prvního manželství má syna. Pár se měl společně objevit v roce 2011 v hororu Krvavý stát, ale nakonec si Rosemont v hororu nezahrála kvůli smlouvě s Glee. Oba se v roce 2011 objevili v epizodě seriálu Fringe.